# Darvīsheh Rash
Darvīsheh Rash (persiska: درویشه رش, Darvīsh Rash) är en ort i Iran.   Den ligger i provinsen Västazarbaijan, i den nordvästra delen av landet, 400 km väster om huvudstaden Teheran. Darvīsheh Rash ligger 1 740 meter över havet och antalet invånare är 179.
Terrängen runt Darvīsheh Rash är kuperad. Runt Darvīsheh Rash är det ganska glesbefolkat, med 42 invånare per kvadratkilometer. Närmaste större samhälle är Qūjeh, 9,0 km öster om Darvīsheh Rash. Trakten runt Darvīsheh Rash består i huvudsak av gräsmarker.